# Операда
Операда  даёт общий подход к описанию таких свойств, как коммутативность или антикоммутативность, а также различные вариации ассоциативности.  
Отношение алгебры и операды 
похожи на отношение представлений групп и групп.

## Определение
Операда (клон полилинейных операций) — семейство множеств {\displaystyle \{R_{n},\;n\geqslant 1\}} с левым действием симметрических групп {\displaystyle S_{n}} на соответствующих {\displaystyle R_{n}} и с операциями композиции:
{\displaystyle R_{n_{1}}\times \ldots \times R_{n_{m}}\times R_{m}\to R_{n_{1}+\ldots +n_{m}}:(r_{1},\;\ldots ,\;r_{m},\;r)\to r_{1}\ldots r_{m}r,}
удовлетворяющими обобщённым тождествам ассоциативности:
{\displaystyle (r_{11}r_{21}\ldots r_{k_{1}1}r_{1})\ldots (r_{1m}r_{2m}\ldots r_{k_{m}m}r_{m})r=(r_{11}r_{21}\ldots r_{k_{1}1}\ldots r_{1m}r_{2m}\ldots r_{k_{m}m})(r_{1}\ldots r_{m}r)}
и наличию единицы {\displaystyle \varepsilon \in R_{1}:(\varepsilon \ldots \varepsilon )r=r,\quad r\varepsilon =r}.
Операда называется линейной, если {\displaystyle R_{n}} являются пространствами, 
действия симметрических групп {\displaystyle S_{n}} являются представлениями, 
а композиции полилинейны.
Алгебра над линейной операдой — это пространство {\displaystyle A} c полилинейными операциями композиции:
{\displaystyle A^{\otimes n}\otimes _{S_{n}}R_{n}\to A:a_{1}\otimes \ldots \otimes a_{n}\otimes r\to a_{1}\ldots a_{n}r}
со свойствами унитарности {\displaystyle a\varepsilon =a} и обобщённой ассоциативности:
{\displaystyle (a_{11}a_{21}\ldots a_{k_{1}1}r_{1})\ldots (a_{1m}a_{2m}\ldots a_{k_{m}m}r_{m})r=(a_{11}a_{21}\ldots a_{k_{1}1}\ldots a_{1m}a_{2m}\ldots a_{k_{m}m})(r_{1}\ldots r_{m}r).}

## Примеры
Операдные конструкции описывают множество алгебраических систем, топологических, комбинаторных объектов.
- Простейшей операдой является ассоциативное кольцо {\displaystyle R} с единицей: {\displaystyle R_{1}=R,\quad R_{>1}=\{0\}}. Алгебра над ней — это правый {\displaystyle R}-модуль.
- Структуру линейной операды можно определить на семействе групповых алгебр над симметрическими группами {\displaystyle \{k(S_{n}),\;n\geqslant 1\}}, а также и на {\displaystyle \{k(G^{n}),\;n\geqslant 1\}}, где {\displaystyle G} — моноид.

## История
Алгебры над операдами, без явного определения этих понятий, были впервые по существу использованы американским математиком 
Джеймсом Сташефом в статье 1963 года. 
Композиционные комплексы были введены американским математиком Мюрреем Герстенхабером в статье 1968 года. 
Клоны полилинейных операций и мультиоператорные алгебры были введены советским алгебраистом В. А. Артамоновым в статье 1969 года. 
Немного позднее родственное понятие операд и алгебр над ними было открыто американским топологом Дж. Питером Мэем. 
С тех пор западные учёные считают изобретателем операд Питера Мэя. 
Примерно в то же самое время американский тополог Майкл Бордман и немецкий тополог Райнер Фогт написали труд, считающийся классическим в теории операд, используя вместо этого названия ПРОПы Маклейна и алгебраические теории Ловера.